# 17836 Canup
17836 Canup è un asteroide della fascia principale. Scoperto nel 1998, presenta un'orbita caratterizzata da un semiasse maggiore pari a 2,6980455 UA e da un'eccentricità di 0,1277015, inclinata di 13,18446° rispetto all'eclittica.